# 统一资源名称
统一资源名称（英語：Uniform Resource Name，縮寫：URN）是统一资源标识（URI）的历史名字，它使用urn:作为URI scheme。
1997年的RFC 2141定义了URN，期望为资源提供持久的、位置无关的标识方式，并允许简单地将多个命名空间映射到单个URN命名空间。这样一个URI的存在并不意味着被标识的资源一定是可用的，但它仍然需要保持全局唯一和持久，即使资源已经不存在了或变得不可用。
自从2005年RFC 3986发布，这一术语的使用已被限制更少的“URI”取代。这是W3C和IETF联合组成的工作组所提议的。URN和URL都已经是URI的一种，而且特定情况下URI可能同时拥有名字（URN）和位置（URL）。
在1990年，URN作为一个元数据框架，原本被期望和URL、URC（统一资源特征）一起组成一个第三方互联网信息架构。然而URC一直停留在理论阶段，随之更晚出现的其他技术（例如资源描述框架）取代了它们。

## 语法
URN的语法用巴科斯范式来写是：
<URN> ::= "urn:" <NID> ":" <NSS>
解析出来是：
urn:<NID>:<NSS>
开头的urn:序列大小写不敏感的。<NID>是命名空间标识，它是一个“命名空间特定”的字符串，决定了如何解释<NSS>的句法。统一资源名称的功能需求在RFC 1737中描述。

## 命名空间
为了确保URN命名空间的全局唯一性，URN的标识（NID）必须在IANA注册。已注册命名空间可能是“正式”或“非正式”的。此中有一个例外——“试验性命名空间”无需注册。

### 正式命名空间
正式命名空间是互联网用户预期能通过公开而的一类命名空间，因此会受到许多限制。它必须：
- 不能和已经注册的NID重复
- 不能由x-（见下“试验命名空间”）开头
- 不能由urn-开头
- 不能有任何XY-形式的开头，其中XY任意两个ASCII字母的组合
- 比两个字母更长

### 非正式命名空间
非正式命名空间通过IANA注册并分配一个数字序号（由IANA以先到先得的原则选出）作为标识，格式是
"urn-" <数字序号>
非正式命名空间是完全合法的URN命名空间，可以在任何全局注册服务中使用。

### 试验性命名空间
试验性命名空间取如下格式
"X-" <NID>
这种形式的命名空间预期只在内部或受限的试验环境中使用，不需要也不保证全局唯一。

## 例子
| URN                                                | corresponds to |
| -------------------------------------------------- | --- |
| urn:isbn:0451450523                                | The 1968 book The Last Unicorn, identified by its book number. |
| urn:isan:0000-0000-9E59-0000-O-0000-0000-2         | The 2002 film Spider-Man, identified by its audiovisual number. |
| urn:issn:0167-6423                                 | The scientific journal Science of Computer Programming, identified by its serial number.                                                                             |
| urn:ietf:rfc:2648                                  | The IETF's RFC 2648. |
| urn:mpeg:mpeg7:schema:2001                         | The default namespace rules for MPEG-7 video metadata. |
| urn:oid:2.16.840                                   | The OID for the United States. |
| urn:uuid:6e8bc430-9c3a-11d9-9669-0800200c9a66      | A version 1 UUID. |
| urn:nbn:de:bvb:19-146642                           | A National Bibliography Number for a document, indicating country (de), regional network (bvb = Bibliotheksverbund Bayern), library number (19) and document number. |
| urn:lex:eu:council:directive:2010-03-09;2010-19-UE | A directive of the European Union, using the Lex URN namespace. |

## 解析器
URN解析器负责初始化和排序查询，最终导向到URN名字或“解析请求”的一个完整的解析（翻译）结果。例如，一个“解析请求”可能是“将一个URN名字翻译成URL”。
RFC 2169中有一个服务器端URN解析器的实现范例。

## DOI命名空间的缺席
（DOI）系统的维护者有意不为DOI命名空间注册URN，并陈述道：
URN架构假设有一个基于DNS的解析发现服务（RDS）去寻找适用于指定URN scheme的服务。然而目前并没有这样的RDS服务体系被广泛部署……DOI没有注册为一个URN命名空间，因为URN注册看起来没有给DOI系统提供任何优势——尽管它能满足所有的功能需求。它需要一个管理上的附加层来将DOI定义为URN命名空间（字符串urn:doi:10.1000/1而不是更简单的doi:10.1000/1），以及增加一个无益的重定向步骤来访问本已经由http代理或本地解析完成了的解析服务。如果以后有了广泛可用的支持URN标准的RDS机制，DOI会注册为一个URN的。
 — 国际DOI基金会， 信息一览表: DOI系统与互联网标识标准

## 更多
- 统一资源标志符（URI）
- 统一资源定位符（URL）
- Archival Resource Key（英语：Archival Resource Key） （ARK）
- .arpa —urn.arpa is for dynamic discovery
- Extensible resource identifier（XRI）
- Handle System（英语：Handle System）
- LSID（英语：Life Science Identifiers）（LSID）
- Magnet URI scheme, which uses URNs

一个统一资源标识（URI）可以是一个统一资源定位符号（URL），也可以是一个统一资源名称（URN），又或者两者都是。

- Persistent Uniform Resource Locator（英语：Persistent Uniform Resource Locator）（PURL）

## 引用条目
1. 1 2  RFC 3986 (2005).
2. 1 2  W3C/IETF (2001).
3. ↑  RFC 2141 (1997).
4. ↑  RFC 1737 (1994).
5. 1 2 3 4 5  RFC 3406 (2002).
6. ↑  International DOI Foundation (2012).